# Badminton la Jocurile Olimpice de vară din 2024 - dublu masculin
Proba de badminton dublu masculin de la Jocurile Olimpice de vară din 2024 de la Paris a avut loc în perioada 27 iulie-4 august 2024. Aceasta s-a desfășurat la Arena Porte de la Chapelle.

## Formatul competiției
Proba dublu mixt s-a desfășura în 2 faze: faza grupelor și faza eliminatorie. Pentru faza grupelor, perechile au fost împărțite în 4 grupe de câte 4 perechi fiecare. Fiecare grupă s-a jucat după sistemul fiecare cu fiecare. Primele două perechi din fiecare grupă au avansat în faza eliminatorie. Faza eliminatorie a fost un turneu de eliminare desfășurat în trei etape, cu un meci pentru medalia de bronz.
Meciurile s-au jucat după sistemul cel mai bun din trei seturi. Fiecare set s-a jucat până când o echipă a ajuns la 21 de puncte, dar să existe o diferență de 2 puncte, cu excepția cazului în care scorul a ajuns la 30-29.

## Rezultate

### Faza grupelor

#### Grupa A
| Loc | Echipă                           | MJ | MC | MP | SC | SP | DS | PC  | PP  | DP  | DS | Calificare                         |
| --- | -------------------------------- | -- | -- | -- | -- | -- | -- | --- | --- | --- | -- | ---------------------------------- |
| 1   | Liang Weikeng / Wang Chang (CHN) | 3  | 3  | 0  | 6  | 1  | +5 | 142 | 106 | +36 | 3  | Calificare în sferturile de finală |
| 2   | Aaron Chia / Soh Wooi Yik (MAS)  | 3  | 2  | 1  | 4  | 3  | +1 | 139 | 118 | +21 | 2  | Calificare în sferturile de finală |
| 3   | Ben Lane / Sean Vendy (GBR)      | 3  | 1  | 2  | 4  | 4  | 0  | 143 | 142 | +1  | 1  |                                    |
| 4   | Adam Dong / Nyl Yakura (CAN)     | 3  | 0  | 3  | 0  | 6  | -6 | 68  | 126 | -58 | 0  |                                    |

| Dată     | Oră   | Echipa 1                 | Scor | Echipa 2                | Set 1 | Set 2 | Set 3 |        |
| -------- | ----- | ------------------------ | ---- | ----------------------- | ----- | ----- | ----- | ------ |
| 27 iulie | 09:20 | Liang Weikeng Wang Chang | 2–0  | Adam Dong Nyl Yakura    | 21–5  | 21–12 |       | Raport |
| 27 iulie | 10:10 | Aaron Chia Soh Wooi Yik  | 2–1  | Ben Lane Sean Vendy     | 19–21 | 21–16 | 21–11 | Raport |
| 28 iulie | 09:20 | Aaron Chia Soh Wooi Yik  | 2–0  | Adam Dong Nyl Yakura    | 21–10 | 21–15 |       | Raport |
| 28 iulie | 10:10 | Liang Weikeng Wang Chang | 2–1  | Ben Lane Sean Vendy     | 21–18 | 13–21 | 21–14 | Raport |
| 29 iulie | 20:20 | Ben Lane Sean Vendy      | 2–0  | Adam Dong Nyl Yakura    | 21–14 | 21–12 |       | Raport |
| 29 iulie | 21:10 | Liang Weikeng Wang Chang | 2–0  | Aaron Chia Soh Wooi Yik | 24–22 | 21–14 |       | Raport |

#### Grupa B
| Loc | Echipă                                  | MJ | MC | MP | SC | SP | DS | PC  | PP  | DP  | DS | Calificare                         |
| --- | --------------------------------------- | -- | -- | -- | -- | -- | -- | --- | --- | --- | -- | ---------------------------------- |
| 1   | Kang Min-hyuk / Seo Seung-jae (KOR)     | 3  | 3  | 0  | 6  | 1  | +5 | 142 | 106 | +36 | 3  | Calificare în sferturile de finală |
| 2   | Supak Jomkoh / Kittinupong Kedren (THA) | 3  | 2  | 1  | 4  | 3  | +1 | 139 | 118 | +21 | 2  | Calificare în sferturile de finală |
| 3   | Christo Popov / Toma Junior Popov (FRA) | 3  | 1  | 2  | 4  | 4  | 0  | 143 | 142 | +1  | 1  |                                    |
| 4   | Ondřej Král / Adam Mendrek (CZE)        | 3  | 0  | 3  | 0  | 6  | -6 | 68  | 126 | -58 | 0  |                                    |

| Dată     | Oră   | Echipa 1                        | Scor | Echipa 2                        | Set 1 | Set 2 | Set 3 |        |
| -------- | ----- | ------------------------------- | ---- | ------------------------------- | ----- | ----- | ----- | ------ |
| 27 iulie | 19:30 | Supak Jomkoh Kittinupong Kedren | 2–0  | Christo Popov Toma Junior Popov | 21–14 | 21–19 |       | Raport |
| 27 iulie | 22:00 | Kang Min-hyuk Seo Seung-jae     | 2–0  | Ondřej Král Adam Mendrek        | 21–12 | 21–17 |       | Raport |
| 28 iulie | 14:00 | Kang Min-hyuk Seo Seung-jae     | 2–0  | Christo Popov Toma Junior Popov | 21–17 | 21–15 |       | Raport |
| 28 iulie | 16:30 | Supak Jomkoh Kittinupong Kedren | 2–0  | Ondřej Král Adam Mendrek        | 21–10 | 21–13 |       | Raport |
| 30 iulie | 15:40 | Kang Min-hyuk Seo Seung-jae     | 2–0  | Supak Jomkoh Kittinupong Kedren | 21–16 | 21–15 |       | Raport |
| 30 iulie | 21:10 | Christo Popov Toma Junior Popov | 2–0  | Ondřej Král Adam Mendrek        | 21–18 | 21–19 |       | Raport |

#### Grupa C
| Loc | Echipă                                        | MJ | MC | MP | SC | SP | DS | PC | PP | DP  | DS | Calificare                         |
| --- | --------------------------------------------- | -- | -- | -- | -- | -- | -- | -- | -- | --- | -- | ---------------------------------- |
| 1   | Satwiksairaj Rankireddy / Chirag Shetty (IND) | 2  | 2  | 0  | 4  | 0  | +4 | 84 | 57 | +27 | 2  | Calificare în sferturile de finală |
| 2   | Fajar Alfian / Muhammad Rian Ardianto (INA)   | 2  | 1  | 1  | 2  | 2  | 0  | 68 | 65 | +3  | 1  | Calificare în sferturile de finală |
| 3   | Lucas Corvée / Ronan Labar (FRA)              | 2  | 0  | 2  | 0  | 4  | -4 | 54 | 84 | -30 | 0  |                                    |
| 4   | Mark Lamsfuß / Marvin Seidel (GER)            | 0  | 0  | 0  | 0  | 0  | 0  | 0  | 0  | -0  | 0  |                                    |

1. Mark Lamsfuß și Marvin Seidel s-au retras din turneu.[3]

| Dată     | Oră   | Echipa 1                              | Scor | Echipa 2                            | Set 1 | Set 2 | Set 3 |        |
| -------- | ----- | ------------------------------------- | ---- | ----------------------------------- | ----- | ----- | ----- | ------ |
| 27 iulie | 14:50 | Fajar Alfian Muhammad Rian Ardianto   | 2–0  | Mark Lamsfuß Marvin Seidel          | 21–13 | 21–17 |       | Raport |
| 27 iulie | 16:30 | Satwiksairaj Rankireddy Chirag Shetty | 2–0  | Lucas Corvée Ronan Labar            | 21–17 | 21–14 |       | Raport |
| 29 iulie | 11:00 | Fajar Alfian Muhammad Rian Ardianto   | 2–0  | Lucas Corvée Ronan Labar            | 21–13 | 21–10 |       | Raport |
| 30 iulie | 14:00 | Satwiksairaj Rankireddy Chirag Shetty | 2–0  | Fajar Alfian Muhammad Rian Ardianto | 21–13 | 21–13 |       | Raport |

#### Grupa D
| Loc | Echipă                                      | MJ | MC | MP | SC | SP | DS | PC  | PP  | DP  | DS | Calificare                         |
| --- | ------------------------------------------- | -- | -- | -- | -- | -- | -- | --- | --- | --- | -- | ---------------------------------- |
| 1   | Lee Yang / Wang Chi-lin (TPE)               | 4  | 4  | 0  | 8  | 2  | +6 | 207 | 162 | +45 | 4  | Calificare în sferturile de finală |
| 2   | Kim Astrup / Anders Skaarup Rasmussen (DEN) | 4  | 3  | 1  | 7  | 2  | +5 | 178 | 157 | +21 | 3  | Calificare în sferturile de finală |
| 3   | Liu Yuchen / Ou Xuanyi (CHN)                | 4  | 2  | 2  | 5  | 4  | +1 | 173 | 169 | +4  | 2  |                                    |
| 4   | Takuro Hoki / Yugo Kobayashi (JPN)          | 4  | 1  | 3  | 2  | 6  | -4 | 145 | 151 | -6  | 1  |                                    |
| 5   | Vinson Chiu / Joshua Yuan (USA)             | 4  | 0  | 4  | 0  | 8  | -8 | 104 | 168 | -64 | 0  |                                    |

| Dată     | Oră   | Echipa 1                            | Scor | Echipa 2                   | Set 1 | Set 2 | Set 3 |        |
| -------- | ----- | ----------------------------------- | ---- | -------------------------- | ----- | ----- | ----- | ------ |
| 27 iulie | 21:10 | Takuro Hoki Yugo Kobayashi          | 0–2  | Lee Yang Wang Chi-lin      | 16–21 | 10–21 |       | Raport |
| 27 iulie | 22:00 | Kim Astrup Anders Skaarup Rasmussen | 2–0  | Vinson Chiu Joshua Yuan    | 21–13 | 21–16 |       | Raport |
| 28 iulie | 20:20 | Kim Astrup Anders Skaarup Rasmussen | 1–2  | Lee Yang Wang Chi-lin      | 15–21 | 21–19 | 15–21 | Raport |
| 28 iulie | 21:10 | Liu Yuchen Ou Xuanyi                | 2–0  | Vinson Chiu Joshua Yuan    | 21–13 | 21–14 |       | Raport |
| 29 iulie | 15:40 | Kim Astrup Anders Skaarup Rasmussen | 2–0  | Liu Yuchen Ou Xuanyi       | 21–15 | 21–13 |       | Raport |
| 29 iulie | 19:30 | Takuro Hoki Yugo Kobayashi          | 2–0  | Vinson Chiu Joshua Yuan    | 21–11 | 21–12 |       | Raport |
| 30 iulie | 11:00 | Lee Yang Wang Chi-lin               | 2–0  | Vinson Chiu Joshua Yuan    | 21–12 | 21–13 |       | Raport |
| 30 iulie | 15:40 | Takuro Hoki Yugo Kobayashi          | 0–2  | Liu Yuchen Ou Xuanyi       | 20–22 | 18–21 |       | Raport |
| 31 iulie | 14:00 | Kim Astrup Anders Skaarup Rasmussen | 2–0  | Takuro Hoki Yugo Kobayashi | 21–19 | 22–20 |       | Raport |
| 31 iulie | 14:00 | Liu Yuchen Ou Xuanyi                | 1–2  | Lee Yang Wang Chi-lin      | 21–17 | 17–21 | 22–24 | Raport |

### Faza eliminatorie
|  | Sferturi de finală | Sferturi de finală                                | Sferturi de finală | Sferturi de finală                  | Sferturi de finală |    |                                                 | Semifinale                           | Semifinale                                      | Semifinale | Semifinale | Semifinale |                                |                                     | Meciul pentru medalia de aur   | Meciul pentru medalia de aur   | Meciul pentru medalia de aur   | Meciul pentru medalia de aur | Meciul pentru medalia de aur |  |
|  |                    |                                                   |                    |                                     |                    |    |                                                 |                                      |                                                 |            |            |            |                                |                                     |                                |                                |                                |                              |                              |  |
|  | A1                 | Liang Weikeng (CHN) Wang Chang (CHN)              | 24                 | 22                                  |                    |    |                                                 |                                      |                                                 |            |            |            |                                |                                     |                                |                                |                                |                              |                              |  |
|  | A1                 | Liang Weikeng (CHN) Wang Chang (CHN)              | 24                 | 22                                  |                    |    |                                                 |                                      |                                                 |            |            |            |                                |                                     |                                |                                |                                |                              |                              |  |
|  | C2                 | Fajar Alfian (INA) Muhammad Rian Ardianto (INA)   | 22                 | 20                                  |                    |    |                                                 |                                      |                                                 |            |            |            |                                |                                     |                                |                                |                                |                              |                              |  |
|  | C2                 | Fajar Alfian (INA) Muhammad Rian Ardianto (INA)   | 22                 | 20                                  |                    | A1 | Liang Weikeng (CHN) Wang Chang (CHN)            | 21                                   | 15                                              | 21         |            |            |                                |                                     |                                |                                |                                |                              |                              |  |
|  |                    |                                                   |                    |                                     |                    | A1 | Liang Weikeng (CHN) Wang Chang (CHN)            | 21                                   | 15                                              | 21         |            |            |                                |                                     |                                |                                |                                |                              |                              |  |
|  |                    |                                                   | A2                 | Aaron Chia (MAS) Soh Wooi Yik (MAS) | 19                 | 21 | 17                                              |                                      |                                                 |            |            |            |                                |                                     |                                |                                |                                |                              |                              |  |
|  | C1                 | Satwiksairaj Rankireddy (IND) Chirag Shetty (IND) | A2                 | Aaron Chia (MAS) Soh Wooi Yik (MAS) | 19                 | 21 | 17                                              | 21                                   | 14                                              | 16         |            |            |                                |                                     |                                |                                |                                |                              |                              |  |
|  | C1                 | Satwiksairaj Rankireddy (IND) Chirag Shetty (IND) |                    |                                     |                    |    |                                                 |                                      |                                                 | 16         |            |            |                                |                                     |                                |                                |                                |                              |                              |  |
|  | A2                 | Aaron Chia (MAS) Soh Wooi Yik (MAS)               | 13                 | 21                                  | 21                 |    |                                                 |                                      |                                                 |            |            |            |                                |                                     |                                |                                |                                |                              |                              |  |
|  | A2                 | Aaron Chia (MAS) Soh Wooi Yik (MAS)               | 13                 | 21                                  | 21                 |    | A1                                              | Liang Weikeng (CHN) Wang Chang (CHN) | 17                                              | 21         | 19         |            |                                |                                     |                                |                                |                                |                              |                              |  |
|  |                    |                                                   |                    |                                     |                    |    |                                                 |                                      |                                                 |            |            |            |                                |                                     |                                |                                |                                |                              |                              |  |
|  |                    |                                                   | D1                 | Lee Yang (TPE) Wang Chi-lin (TPE)   | 21                 | 18 | 21                                              |                                      |                                                 |            |            |            |                                |                                     |                                |                                |                                |                              |                              |  |
|  | D2                 | Kim Astrup (DEN) Anders Skaarup Rasmussen (DEN)   | D1                 | Lee Yang (TPE) Wang Chi-lin (TPE)   | 21                 | 18 | 21                                              | 21                                   | 22                                              |            |            |            |                                |                                     |                                |                                |                                |                              |                              |  |
|  | D2                 | Kim Astrup (DEN) Anders Skaarup Rasmussen (DEN)   |                    |                                     |                    |    |                                                 | 21                                   | 22                                              |            |            |            |                                |                                     |                                |                                |                                |                              |                              |  |
|  | B1                 | Kang Min-hyuk (KOR) Seo Seung-jae (KOR)           | 19                 | 20                                  |                    |    |                                                 |                                      |                                                 |            |            |            |                                |                                     |                                |                                |                                |                              |                              |  |
|  | B1                 | Kang Min-hyuk (KOR) Seo Seung-jae (KOR)           | 19                 | 20                                  |                    | D2 | Kim Astrup (DEN) Anders Skaarup Rasmussen (DEN) | 21                                   | 17                                              | 10         |            |            | Meciul pentru medalia de bronz | Meciul pentru medalia de bronz      | Meciul pentru medalia de bronz | Meciul pentru medalia de bronz | Meciul pentru medalia de bronz |                              |                              |  |
|  |                    |                                                   |                    |                                     |                    | D2 | Kim Astrup (DEN) Anders Skaarup Rasmussen (DEN) | 21                                   | 17                                              | 10         |            |            |                                |                                     |                                |                                |                                |                              |                              |  |
|  |                    |                                                   | D1                 | Lee Yang (TPE) Wang Chi-lin (TPE)   | 18                 | 21 | 21                                              |                                      |                                                 |            |            |            |                                |                                     |                                |                                |                                |                              |                              |  |
|  | B2                 | Supak Jomkoh (THA) Kittinupong Kedren (THA)       | D1                 | Lee Yang (TPE) Wang Chi-lin (TPE)   | 18                 | 21 | 21                                              | 14                                   | 17                                              |            |            |            | A2                             | Aaron Chia (MAS) Soh Wooi Yik (MAS) | 16                             | 22                             | 21                             |                              |                              |  |
|  | B2                 | Supak Jomkoh (THA) Kittinupong Kedren (THA)       |                    |                                     |                    |    |                                                 |                                      |                                                 |            |            |            | A2                             | Aaron Chia (MAS) Soh Wooi Yik (MAS) | 16                             | 22                             | 21                             |                              |                              |  |
|  | D1                 | Lee Yang (TPE) Wang Chi-lin (TPE)                 | 21                 | 21                                  |                    |    |                                                 | D2                                   | Kim Astrup (DEN) Anders Skaarup Rasmussen (DEN) | 21         | 20         | 19         |                                |                                     |                                |                                |                                |                              |                              |  |